# 708

## أحداث
- الحروب الإسلامية البيزنطية: الأمويون بقيادة مسلمة بن عبد الملك يفتحون مدينة تيانا البيزنطية (كابادوكيا) بعد حصار طويل، وبعد انتصاره على الجيش الإغاثة البيزنطي. يقود مسلمة حملة أخرى بعث في الصيف، ويهزم قوة بيزنطية قرب عمورية (تركيا الحديثة).[1]
- دخول المسلمون المغرب بقيادة موسى بن نصير

## مواليد
- خازم بن خزيمة التميمي أمير وقائد كبير في الدولة العباسية.

## وفيات
- الأشهب بن رميلة التميمي شاعر وفارس مخضرم.
- الأخطل